# .gl
.glはデンマーク自治領グリーンランドに割り当てられている国別コードトップレベルドメイン(ccTLD)である。登録は世界中に開かれており、「Good Luck」や「Graphics Library」、「Galician Language」などといった言葉の頭文字として、グリーンランドと地理的に無関係なWebサイトにも利用されている。

## Google URL Shortner
GoogleはURL短縮化サービス「Google URL Shortener」用のドメインとして「goo.gl」を採用したが、短縮URLの生成サービスは2019年3月に停止し、生成済みの短縮URLの利用も2025年8月に停止する。